# سیارک ۱۷۶۰۱
سیارک ۱۷۶۰۱ (به انگلیسی: 17601 Sheldonschafer، نامگذاری:1995SS)۱۷۶۰۱مین سیارک کشف شده‌است که در ۱۹ سپتامبر ۱۹۹۵ کشف شد.